# Stauf-ház
A Stauf-dinasztia német (sváb) nemesi család, amelyből a 12. és 13. században több német király illetve német-római császár származott. A család régebbi neve Hohenstauf volt.
A Hohenstaufok, mint svábföldi palotagrófok, a 11. század elején tűntek fel először. Ahhoz a birodalmi arisztokrata réteghez tartoztak, amely igen sok hasznot húzott az invesztitúraharcból. 1080-ban meghalt IV. Henrik ellenkirálya, Rudolf sváb herceg, aminek eredményeként az uralkodóhoz mindvégig hűséges Stauf Frigyes lett Svábföld hercege, egyúttal IV. Henrik Ágnes nevű lányának férje. Elegánsan csengő nevüket egyik várukról, a göppingeni Hohenstaufról kapták.
A feltörő dinasztia mindvégig a Száliak hűséges alattvalója maradt. Ezt vagyoni gyarapodásuk is fényesen szemlélteti: 1118-tól már a Rajna-térségben is megvetették lábukat, 1125-re pedig a birodalom leggazdagabb és leghatalmasabb fejedelmi családjává léptek elő. 1125-ben V. Henrik halálával kihalt a Száli-dinasztia. A Staufok, bár hírnevük korábban nemigen terjedt túl szűk pátriájukon, most vérségi-rokonsági fokra hivatkozva maguknak követelhették a császári trónt. Az első csatát azonban elvesztették. Az 1125. évi királyválasztó gyűlésre három esélyes jelölt is érkezett: II. Frigyes sváb herceg (Stauf), Lothar von Supplingenburg szász herceg és III. Lipót osztrák őrgróf, a Babenberg-dinasztia sarja, egyúttal II. Frigyes mostohaapja. A Staufok esélyét rontotta Frigyes hatalmas vagyona, ami sokkolta a választófejedelmeket. I. (Saarbrückeni) Adalbert mainzi érsek (1110-1137) lobbizásának köszönhetően az 50 éves Supplingenburg lett a király. Az ő esélyeit növelte „előrehaladott kora”, valamint az a tény, hogy sem a Száliaknak, sem a Staufoknak se volt rokona és az, hogy nem volt fiúgyermeke (dinasztikus utódlás kizárva). A wormsi konkordátumot követő hatalmi egyensúlyeltolódásról árulkodik az, hogy immár az uralkodó volt kénytelen bejelenteni megválasztását a pápánál és nem fordítva. II. Honoriusz pápa „regisztrálta” és jóváhagyta Lothár megválasztását. A harcias Hohenstaufiak (Frigyes és öccse Konrád) nem ismerték el Lothárt legitim uralkodónak és ellenpártot szerveztek. Ez az ellenpárt 1127-ben ellenkirállyá választotta Konrádot.
A már említett Anaklét-skizma szolgáltatta az apropót ahhoz, Lothár itáliai hadjáratot vezethessen, egyúttal elnyerhesse a császári koronát (1133). Lothár megerősödve tért haza Rómából, és amint lehetősége adódott rögtön a Hohenstaufok ellen fordult. Elfoglalta Svábföldet, Frigyest és Konrádot pedig behódolásra kényszeríttette. Közeli halálát megérezvén X. (Welf) Henrik bajor herceget jelölte ki utódjául, de annak megválasztása „elmaradt”, ugyanazért, amiért 1125-ben Frigyesé, hatalmas vagyona miatt.
Az új király Frigyes öccse lett III. Konrád néven (1138. március 7.). Ő volt az első Stauf a német trónon, megválasztását a pápa is támogatta. A legendás Stauf-Welf viszály ekkor került – hosszú-hosszú időre – a birodalmi politika horizontjába. III. Konrád erélyes és tehetséges király volt, viszont külpolitikai sakkhúzásai többnyire kudarcba fulladtak (tk. Magyarországgal is farkasszemet nézett, részt vett a sikertelen II. keresztes hadjáratban stb.). Fiának váratlan halála után került előtérbe, mint lehetséges utód, unokaöccse, a III. Frigyes herceg, a mindenki számára elfogadható jelölt. A herceg anyai ágon X. (Welf) Henrik bajor herceg leszármazottja volt, apai ágon pedig Hohenstauf, így valóban jó kompromisszumos megoldásnak tűnhetett. Az ifjú herceg 1122-ben született Weiblingenben. A Stauf és a Welf vér jó „elegyet” alkotott személyében. 1152. március 4-én választották királlyá I. (Barbarossa) Frigyes néven. Melléknevét vörös színezetű szakálla miatt kapta. Rövidesen kiderült, hogy az új király nem hétköznapi figura, hanem Nagy Károly, I. Ottó és IV. Henrik szellemi örököse és méltó utódja.

## Híres Staufok
- III. Konrád német király (1093–1152)
- I. (Barbarossa) Frigyes német-római császár (1122–1190), német király 1152–1190, 1155-től német-római császár
- VI. Henrik német-római császár (1165–1197), német király 1169–1197, 1191-től császár
- Fülöp német király (1177–1208), német király 1198–1208
- II. Frigyes (1194–1250), szicíliai, német és jeruzsálemi király 1212–1250, 1220-tól német-római császár
- (VII.) Henrik német király (1211–1242)
- IV. Konrád (1228–1254), német, szicíliai és jeruzsálemi király 1237–1254
- Manfréd szicíliai király (1232–1266)
- Enzio (Heinz, Henrik) (?–1301 előtt) szardíniai király
- Konradin (1252–1268), III. Konrád néven jeruzsálemi király 1254–1268
- Anna (Konstancia), (~1229–1307) nikaiai császárné
- Konstancia (1249–1302) aragóniai és szicíliai királyné